# Baron's Court
Pour la station de métro, voir Barons Court (métro de Londres).
Baron's Court est une localité résidentielle situé dans le borough de Hammersmith et Fulham.

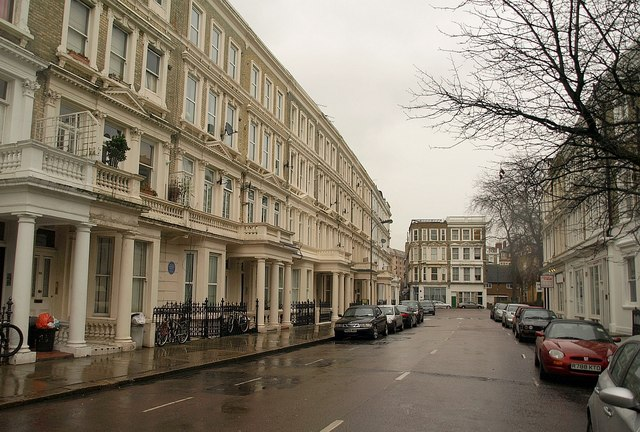